# Grand Prix Austrálie 2013
Grand Prix Austrálie 2013 (oficiálně 2013 Formula 1 Rolex Australian Grand Prix) se jela na okruhu Albert Park Circuit v Melbourne v Austrálii dne 17. března 2013. Závod byl prvním v pořadí v sezóně 2013 šampionátu Formule 1.

## Kvalifikace
| Poř.                       | No. | Jezdec              | Konstruktér          | Časy v kvalifikaci | Časy v kvalifikaci | Časy v kvalifikaci | Pořadí na startu |
| Poř.                       | No. | Jezdec              | Konstruktér          | Q1                 | Q2                 | Q3                 | Pořadí na startu |
| -------------------------- | --- | ------------------- | -------------------- | ------------------ | ------------------ | ------------------ | ---------------- |
| 1                          | 1   | Sebastian Vettel    | Red Bull-Renault     | 1:44.657           | 1:36.745           | 1:27.407           | 1                |
| 2                          | 2   | Mark Webber         | Red Bull-Renault     | 1:44.472           | 1:36.524           | 1:27.827           | 2                |
| 3                          | 10  | Lewis Hamilton      | Mercedes             | 1:45.456           | 1:36.625           | 1:28.087           | 3                |
| 4                          | 4   | Felipe Massa        | Ferrari              | 1:44.635           | 1:36.666           | 1:28.490           | 4                |
| 5                          | 3   | Fernando Alonso     | Ferrari              | 1:43.850           | 1:36.691           | 1:28.493           | 5                |
| 6                          | 9   | Nico Rosberg        | Mercedes             | 1:43.380           | 1:36.194           | 1:28.523           | 6                |
| 7                          | 7   | Kimi Räikkönen      | Lotus-Renault        | 1:45.545           | 1:37.517           | 1:28.738           | 7                |
| 8                          | 8   | Romain Grosjean     | Lotus-Renault        | 1:44.284           | 1:37.641           | 1:29.013           | 8                |
| 9                          | 14  | Paul di Resta       | Force India-Mercedes | 1:45.601           | 1:36.901           | 1:29.305           | 9                |
| 10                         | 5   | Jenson Button       | McLaren-Mercedes     | 1:44.688           | 1:36.644           | 1:30.357           | 10               |
| 11                         | 11  | Nico Hülkenberg     | Sauber-Ferrari       | 1:45.930           | 1:38.067           |                    | 11               |
| 12                         | 15  | Adrian Sutil        | Force India-Mercedes | 1:47.330           | 1:38.134           |                    | 12               |
| 13                         | 18  | Jean-Éric Vergne    | Toro Rosso-Ferrari   | 1:44.871           | 1:38.778           |                    | 13               |
| 14                         | 19  | Daniel Ricciardo    | Toro Rosso-Ferrari   | 1:46.450           | 1:39.042           |                    | 14               |
| 15                         | 6   | Sergio Pérez        | McLaren-Mercedes     | 1:44.400           | 1:39.900           |                    | 15               |
| 16                         | 17  | Valtteri Bottas     | Williams-Renault     | 1:47.328           | 1:40.290           |                    | 16               |
| 17                         | 16  | Pastor Maldonado    | Williams-Renault     | 1:47.614           |                    |                    | 17               |
| 18                         | 12  | Esteban Gutiérrez   | Sauber-Ferrari       | 1:47.776           |                    |                    | 18               |
| 19                         | 22  | Jules Bianchi       | Marussia-Cosworth    | 1:48.147           |                    |                    | 19               |
| 20                         | 23  | Max Chilton         | Marussia-Cosworth    | 1:48.909           |                    |                    | 20               |
| 21                         | 21  | Giedo van der Garde | Caterham-Renault     | 1:49.519           |                    |                    | 21               |
| 107% času vítěze: 1:50.616 |     |                     |                      |                    |                    |                    |                  |
| 22                         | 20  | Charles Pic         | Caterham-Renault     | 1:50.626           |                    |                    | 22               |
| Zdroj:                     |     |                     |                      |                    |                    |                    |                  |

Poznámky
1. ↑  Charles Pic nezaznamenal čas, kterým by se kvalifikoval ve 107 % času vítěze. Start mu byl povolen sportovními komisaři.

## Závod
| Poř.   | No. | Jezdec              | Konstruktér          | Počet kol | Čas/Odstoupení  | Pořadí na startu | Body |
| ------ | --- | ------------------- | -------------------- | --------- | --------------- | ---------------- | ---- |
| 1      | 7   | Kimi Räikkönen      | Lotus-Renault        | 58        | 1:30:03.225     | 7                | 25   |
| 2      | 3   | Fernando Alonso     | Ferrari              | 58        | +12.451         | 5                | 18   |
| 3      | 1   | Sebastian Vettel    | Red Bull-Renault     | 58        | +22.346         | 1                | 15   |
| 4      | 4   | Felipe Massa        | Ferrari              | 58        | +33.577         | 4                | 12   |
| 5      | 10  | Lewis Hamilton      | Mercedes             | 58        | +45.561         | 3                | 10   |
| 6      | 2   | Mark Webber         | Red Bull-Renault     | 58        | +46.800         | 2                | 8    |
| 7      | 15  | Adrian Sutil        | Force India-Mercedes | 58        | +1:05.068       | 12               | 6    |
| 8      | 14  | Paul di Resta       | Force India-Mercedes | 58        | +1:08.449       | 9                | 4    |
| 9      | 5   | Jenson Button       | McLaren-Mercedes     | 58        | +1:21.630       | 10               | 2    |
| 10     | 8   | Romain Grosjean     | Lotus-Renault        | 58        | +1:22.759       | 8                | 1    |
| 11     | 6   | Sergio Pérez        | McLaren-Mercedes     | 58        | +1:23.367       | 15               |      |
| 12     | 18  | Jean-Éric Vergne    | Toro Rosso-Ferrari   | 58        | +1:23.857       | 13               |      |
| 13     | 12  | Esteban Gutiérrez   | Sauber-Ferrari       | 57        | +1 kolo         | 18               |      |
| 14     | 17  | Valtteri Bottas     | Williams-Renault     | 57        | +1 kolo         | 16               |      |
| 15     | 22  | Jules Bianchi       | Marussia-Cosworth    | 57        | +1 kolo         | 19               |      |
| 16     | 20  | Charles Pic         | Caterham-Renault     | 56        | +2 kola         | 22               |      |
| 17     | 23  | Max Chilton         | Marussia-Cosworth    | 56        | +2 kola         | 20               |      |
| 18     | 21  | Giedo van der Garde | Caterham-Renault     | 56        | +2 kola         | 21               |      |
| Ret    | 19  | Daniel Ricciardo    | Toro Rosso-Ferrari   | 39        | Výfuk           | 14               |      |
| Ret    | 9   | Nico Rosberg        | Mercedes             | 26        | Elektronika     | 6                |      |
| Ret    | 16  | Pastor Maldonado    | Williams-Renault     | 24        | Přetočení       | 17               |      |
| DNS    | 11  | Nico Hülkenberg     | Sauber-Ferrari       | 0         | Palivový systém | 11               |      |
| Zdroj: |     |                     |                      |           |                 |                  |      |

## Průběžné pořadí po závodě
Pohár jezdců
|  | Pořadí | Jezdec           | Body |
|  | ------ | ---------------- | ---- |
|  | 1      | Kimi Räikkönen   | 25   |
|  | 2      | Fernando Alonso  | 18   |
|  | 3      | Sebastian Vettel | 15   |
|  | 4      | Felipe Massa     | 12   |
|  | 5      | Lewis Hamilton   | 10   |

Pohár konstruktérů
|  | Pořadí | Konstruktér          | Body |
|  | ------ | -------------------- | ---- |
|  | 1      | Ferrari              | 30   |
|  | 2      | Lotus-Renault        | 26   |
|  | 3      | Red Bull-Renault     | 23   |
|  | 4      | Mercedes             | 10   |
|  | 5      | Force India-Mercedes | 10   |